# Neosaimiri
Neosaimiri es un género extinto de primates platirrinos que habitó en América del Sur. Sus fósiles se hallaron en el sitio fosilífero La Venta del Mioceno Medio en Colombia.
El holotipo de Neosaimiri, consistente de una mandíbula incompleta y parte de la dentadura, se asemeja al género viviente Saimiri en tamaño y morfología. Hallazgos posteriores confirmaron la procedencia de los restos de entre hace 13 y 12 millones del Mioceno Medio y descartaron la supuesta relación estrecha con Branisella de finales del Oligoceno.